# همه چیز می‌گذرد، تو نمی‌گذری
همه چیز می‌گذرد، تو نمی‌گذری نام نمایشنامه‌ای از محمد چرمشیر است که برای اولین بار در سال ۱۳۸۹ توسط انتشارات نیلا چاپ شده‌است. این نمایشنامه بارها تسط گروه‌های مختلف به اجرا درآمده‌است.

## خلاصه
قهرمان داستان به همراه اسبش تاریخ را درمی‌نوردد عاشق می‌شود و در این عاشقی اسبش را قربانی می‌کند. معشوقه‌اش را هم از دست می‌دهد و در انتها در اوج تنهایی مسیری می‌یابد. این راه روزنه‌ای است برای آینده‌ای روشن.

رضا آشفته در نقدی که بر اجرای این نمایشنامه به کارگردانی غلامرضا عربی نوشته آورده‌است:
محمد چرمشیردر نمایشنامه همه‌چیز می‌گذرد، تو نمی‌گذری به گوشه‌ای از ابعاد زیست‌بوم معاصر تأکید می‌کند و این‌گونه در فضایی سیال، پیچیده و هذیان‌گوی بر آن است انسان را در مدار ذهنی بررسی کند و این‌گونه دلایل تنهایی‌اش را در میان آنچه دیده، خوانده و شنیده‌است، بررسی کند و این انبوه خاطرات برهم ریخته واگویه‌های اکسپرسیونیستی یک فرد است که گاهی در دل تاریخ مانند نیکلای دوم تزار و دکتر محمد مصدق و گاهی در میان خوانندگانی چون شهرام و شهبال شب‌پره و گاهی در میان کاراکترهای فیلم‌های آمریکایی مانند رمبو و… تا برادران آب‌منگول برگرفته از فیلم قیصر، دررفت‌وآمد است تا این همه خیال را به هم بدوزد و سرانجامی جز تنهایی نداشته باشد، زیرا که او تجربه خوبی نیز در میان خانواده نداشته و احتمالاً در یک بیمارستان اعصاب و روان به‌سر می‌برد. 